# Кубок Румунії з футболу 1996—1997
Кубок Румунії з футболу 1996—1997 — 59-й розіграш кубкового футбольного турніру в Румунії. Титул вдруге поспіль здобула Стяуа.

## 1/16 фіналу
| Команда 1                     | Рахунок | Команда 2                  |
| ----------------------------- | ------- | -------------------------- |
| 29 листопада 1996             |         |                            |
| Онешті (2)                    | 0:1     | Стяуа                      |
| 30 листопада 1996             |         |                            |
| Данубіана-Астра (Плоєшті) (2) | 1:2     | Фарул (Констанца)          |
| Рокар (Бухарест) (2)          | 0:3     | Університатя (Крайова)     |
| Електропутере (Крайова) (2)   | 0:2     | Петролул (Плоєшті)         |
| Тиргу-Муреш (2)               | 1:3     | Націонал (Бухарест)        |
| Віїторул (Орадя) (3)          | 0:3     | Політехніка Тімішоара      |
| Дачія (Пітешти) (2)           | 1:2     | Динамо (Бухарест)          |
| Інтер (Сібіу) (2)             | 1:0     | Рапід (Бухарест)           |
| Решица (2)                    | 1:0     | Глорія (Бистриця)          |
| Олімпія (Сату-Маре) (2)       | 3:0     | Бакеу                      |
| Мідія (Неводарі) (3)          | 1:0 дч  | Арджеш                     |
| Дунеря (Келераші) (2)         | 3:1     | Хіндія (Тирговіште)        |
| УМ Тімішоара (3)              | 2:4     | Оцелул (Галац)             |
| Петролул (Мойнешть) (2)       | 0:2     | Університатя (Клуж-Напока) |
| Чахлеул                       | 1:0     | Джиул (Петрошань)          |
| Брашов                        | 3:0     | Спортул Студенцеск         |

## 1/8 фіналу
| Команда 1              | Рахунок      | Команда 2                  |
| ---------------------- | ------------ | -------------------------- |
| 7 травня 1997          |              |                            |
| Політехніка Тімішоара  | 0:4          | Брашов                     |
| Фарул (Констанца)      | 1:1 пен. 2:3 | Решица (2)                 |
| Стяуа                  | 5:0          | Мідія (Неводарі) (3)       |
| Націонал (Бухарест)    | 1:0 дч       | Інтер (Сібіу) (2)          |
| Петролул (Плоєшті)     | 3:0          | Дунеря (Келераші) (2)      |
| Університатя (Крайова) | 0:0 пен. 3:2 | Олімпія (Сату-Маре) (2)    |
| Динамо (Бухарест)      | 1:1 пен. 7:6 | Оцелул (Галац)             |
| Чахлеул                | 1:2 дч       | Університатя (Клуж-Напока) |

## 1/4 фіналу
| Команда 1              | Рахунок | Команда 2                  |
| ---------------------- | ------- | -------------------------- |
| 14 травня 1997         |         |                            |
| Стяуа                  | 3:2 дч  | Петролул (Плоєшті)         |
| Націонал (Бухарест)    | 3:1     | Університатя (Клуж-Напока) |
| Університатя (Крайова) | 2:0     | Брашов                     |
| Динамо (Бухарест)      | 4:1     | Решица (2)                 |

## 1/2 фіналу
| Команда 1              | Рахунок | Команда 2         |
| ---------------------- | ------- | ----------------- |
| 21 травня 1997         |         |                   |
| Націонал (Бухарест)    | 2:1     | Динамо (Бухарест) |
| Університатя (Крайова) | 1:2     | Стяуа             |

## Фінал
| 4 червня 1997 |

| Стяуа                                | 4:2      | Націонал (Бухарест) |
| ------------------------------------ | -------- | ------------------- |
| С.Іліє 2', 5', 30' (пен.) Кіокою 86' | Протокол | Дуне 10' Петре 89'  |

| Національний стадіон, Бухарест Глядачів: 25 000 Арбітр: Сорін Корподян |